# Biotrén
Als Biotrén wird das Angebot an Vorortzügen im Großraum der chilenischen Stadt Concepción bezeichnet.
Die Vorortzüge werden von der Gesellschaft Ferrocarriles Suburbanos de Concepción (FESUB) betrieben. Diese Gesellschaft betreibt auch den Personenverkehr von Victoria nach Temuco. Sie wurde 1995 im Zuge der Reformierung der chilenischen staatlichen Bahngesellschaft EFE gegründet. Das erste Biotrén-System wurde 1999 in Betrieb genommen. Eine Erneuerung erfuhr es 2005. Dabei wurden die Stationen grunderneuert und mit Bahnsteigdächern und barrierefreien Zugängen ausgestattet. Die Fahrzeuge wurden von der spanischen RENFE gekauft.
Das Netz besteht aus zwei Linien. Die Linie 1 verbindet die Städte Talcahuano, Concepción, Chiguayante und Hualqui. Die Linie 2 führt von Concepción auf die andere Seite des Flusses Bíobío nach Lomas Colorades. Die Züge fahren morgens sowie nachmittags im Stundentakt. Im April 2008 wurde das Angebot in den Nebenverkehrszeiten aus finanziellen Gründen eingestellt. Einige Züge fahren noch weiter bis nach La Laja, wo die Nord-Süd-Strecke des chilenischen Bahnnetzes erreicht wird.